# Anders Nordlund (klockare)
Anders Adrian Nordlund, född 15 april 1807 i Sastmola, död  13 december 1880 i Vasa, var en klockare som verkade i Vasa i över 50 år. 
Anders Nordlund föddes 1807 i ett allmogehem i Sastmola i Satakunta, hans far var fiskare. Nordlund inledde studier vid Björneborgs trivialskola men tvingades 1823 avbryta på grund av fattigdom och istället söka sig till en tjänst som klockare i Kristinestad som erbjudits honom. 1825 tog han tjänst som klockare vid Korsnäs kyrka i Närpes socken och i september 1827 i Replot kyrka i Vasa och Mustasaari pastorat. Den 16 september 1828 tillträdde han tjänsten som till tillförordnad klockare i Vasa och Mustasaari församling och intog ordinarie tjänst 1830 som han behöll fram till sin död 1880. Han var sånglärare i Vasas skolor, ordförande i folkskoledirektionen och från och med 1864 tjänstgjorde han utöver sin klockartjänst som organist och kyrkovärd i församlingen.
År 1850 utgav Nordlund den första tryckta fyrstämmiga koralboken i Finland. Endast en mindre del av upplagan hann delas ut innan återstoden förstördes i Vasa brand 1852. Totalt 1200 exemplar gick förlorade och utgivningen som skedde på eget förlag blev en förlustaffär.
1851 utnämndes Anders Nordlund av ärkebiskop Edvard Bergenheim till director cantus och han tilldelades 1870 Sankt Stanislausordens silvermedalj.
Anders Nordlund dog i Gamla Vasa den 13 december 1880 i sviterna av ett slaganfall. Dagen innan hade han tjänstgjort i kyrkan. Han var gift med Lovisa Sandell och far till operasångaren Adrian Nordlund.